# Черето ди Сполето
Черето ди Сполето (итал. Cerreto di Spoleto) је насеље у Италији у округу Перуђа, региону Умбрија.
Према процени из 2011. у насељу је живело 366 становника. Насеље се налази на надморској висини од 551 м.

## Становништво
Према резултатима пописа становништва 2011. у општини је живело 1.122 становника.
| 1936. | 1951. | 1961. | 1971. | 1981. | 1991. | 2001. | 2011. |
| ----- | ----- | ----- | ----- | ----- | ----- | ----- | ----- |
| 2.101 | 2.009 | 1.702 | 1.427 | 1.244 | 1.177 | 1.137 | 1.122 |